# مقایسه با نازی‌ها
تشبیه نازی یا مقایسه نازی هرگونه مقایسه یا تشبیه هر شخص یا گروه یا چیزی با نازیسم یا آلمان نازی است که غالباً به آدولف هیتلر، جوزف گوبلز، اس‌اس یا هولوکاست اشاره می‌کنند.

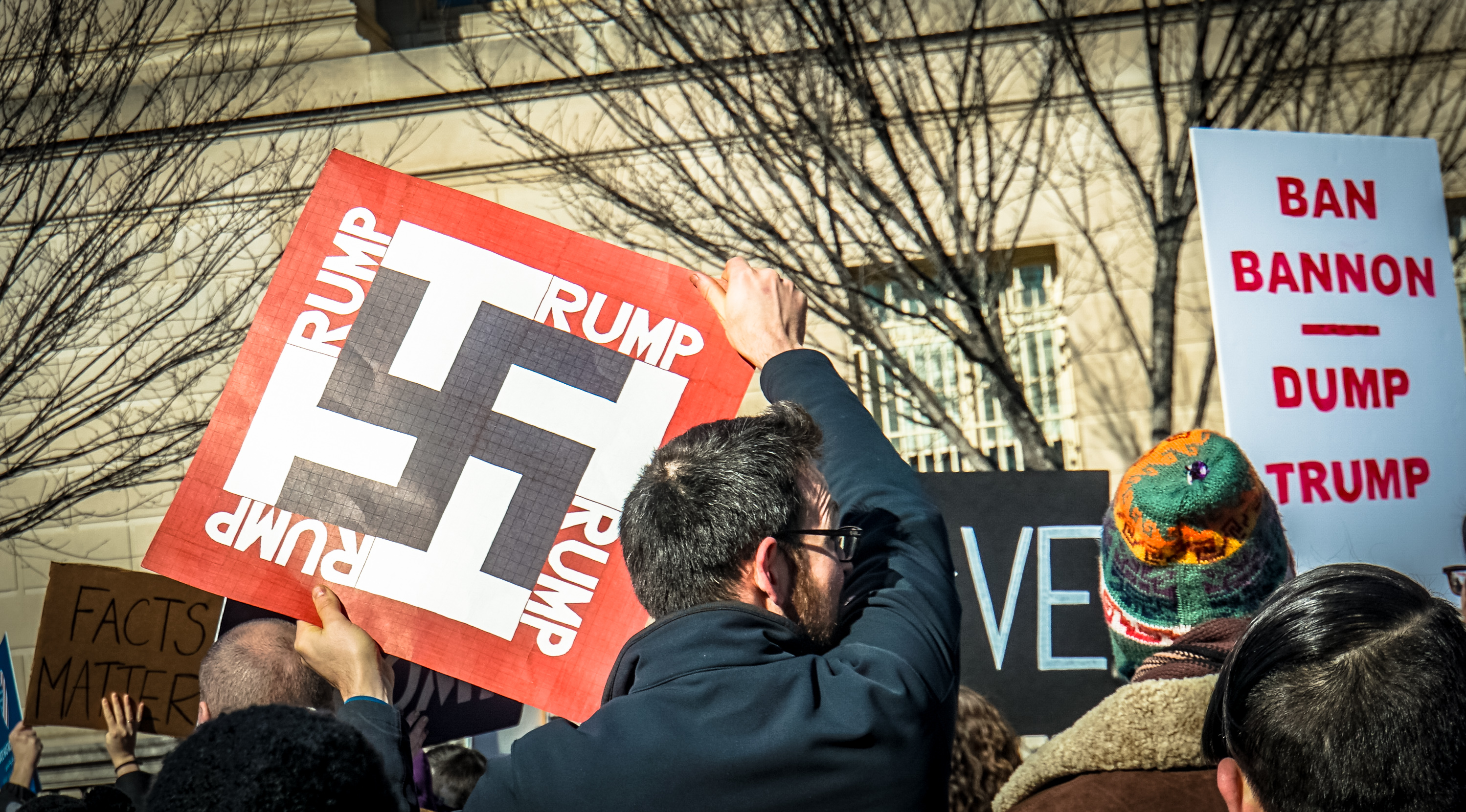
یک معترض که با پلاکاردش دونالد ترامپ را با نازی‌ها مقایسه کرده و وی را یک نازی دانسته‌است.

از زمان روی کار آمدن هیتلر، علی‌رغم انتقادات، به دلایل بسیار مختلفی از این مقایسه‌ها استفاده شده‌است. برخی از مقایسه‌های نازی‌ها مغالطات منطقی هستند، مانند تقلیل هیتلر.
بر طبق قانون گادوین، که هرچه یک بحث راجع به هر چیزی بیشتر در اینترنت ادامه یابد، احتمال رخ دادن این قیاس بیشتر است، اگرچه که همه مقایسه‌های نازی بی‌اعتبار نیستند.

## تاریخچه
در دوران نازی‌ها، آدولف هیتلر اغلب با رهبران قبلی از جمله ناپلئون، فیلیپ مقدونی و بخت نصر مقایسه می‌شد. این مقایسه‌گران می‌خواستند هیتلر را با مقایسه او با رهبران شناخته شده برای مخاطبان خود قابل فهم کنند، اما طبق گفته گوریل روزنفلد، مورخ، این مقایسه‌ها شر بنیادین هیتلر را پنهان می‌کرد.
هنگامی که هیتلر در ۳۰ ژانویه ۱۹۳۳ به صدارت آلمان رسید، نشریات بروکلین ایگل و میدلتاون تایمز وی را با ناپلئون مقایسه کردند. شب دشنه‌های بلند در آن زمان با رویدادهایی مانند قتل‌عام سن بارتلمی، قتل‌عام اوگنوهای فرانسوی توسط کاتولیک‌ها در سال ۱۵۷۲ مقایسه شد. برخی از روزنامه‌نگاران آمریکایی که طرفدار ورود ایالات متحده به جنگ جهانی دوم بودند، هیتلر را با فیلیپ مقدونیه مقایسه کردند. دیگران احساس کردند که این به اندازه کافی پیش نرفته و استعاره‌های دیگری مانند بخت نصر و تیمور لنگ را به کار بردند: هارولد دنی از نیویورک تایمز از بوخنوالد بازدید کرد و بعداً اظهار داشت که «تیمور گورکانی کوه جمجمه‌های خود را ساخت … وحشت هیتلر … تمام جنایات قبلی را کوچک می‌کند». در پخش رادیویی عمومی از ۲۴ اوت ۱۹۴۱، وینستون چرچیل جنایات جنگی نازی‌ها در اتحاد جماهیر شوروی را با حمله مغول به اروپا مقایسه کرد و گفت: "از آن زمان هرگز قصابی روشمند و بی‌رحم در چنین مقیاسی یا نزدیک شدن به چنین مقیاسی وجود نداشته‌است.
طبق گفته‌های دانشگاهیان برایان جانسون، نازیسم استعاره‌ای از شر است که منجر به مقایسه نازی‌ها می‌شود. اتحادیه ضد افترا اظهار داشت که دوران نازی «در دسترس‌ترین واقعه تاریخی نشان دهنده درست در مقابل اشتباه» شده‌است روزنفلد خاطرنشان کرد که هیتلر با جنایت‌هایش یک جاودانگی را به عنوان یک قیاس تاریخی بدست آورد و او همواره برای مقایسه خیلی گروه‌ها یا افراد با یکدیگر مورد مثال واقع خواهد شد در واقع وی تبدیل به موارد زیر شد:
... تشبیه تاریخی هژمونیک. او نه آنقدر به صفوف نمادهای تاریخی شرارت پیوست که آنها را غیرقابل استفاده می‌کند. در واقع، شاید به این دلیل که ناظران غربی متقاعد شدند که تشبیهات زمان جنگ، رادیکالیسم دیکتاتور نازی را دست کم گرفته‌است، آنها شروع به استفاده از هیتلر به عنوان پایه ارزیابی همه تهدیدهای جدید کردند.

## مسائل حقوقی
در سال ۲۰۰۸، جون گانت، مجری رادیوی انگلیس، یک مهمان را نازی خواند و به همین دلیل از کار اخراج شد. آفکام شکایت علیه به talkSPORT، کارفرمای خود، در دادگاه عالی عدالت در سال ۲۰۱۰ توسط ایالات متحده تأیید شد.در سال ۲۰۱۹، اوکراین S14 گروه یک برنده افترا شکایت Hromadske، روزنامه‌ای که به رغم استفاده از چنین خصوصیاتی توسط رویترز و واشینگتن پست، به آنها نئو نازی برچسب زده بود.در اسرائیل، قانونی در سال ۲۰۱۴ پیشنهاد شد که به موجب احترام گذاشتن به بازماندگان هولوکاست، کسی را نازی خطاب کردن یا استفاده از نمادهای مرتبط با هولوکاست (مانند لباس راه راه یا ستاره‌های زرد) غیرقانونی باشد.

## مغالطه‌ها
عبارت احیاکننده هیتلر، اولین بار در سال ۱۹۵۱ توسط لئو اشتراوس مطرح شد، یک مغالطه منطقی است که یک ایده را تخفیف می‌دهد زیرا توسط هیتلر یا نازی‌ها تبلیغ می‌شود. قانون گادوین، که در سال ۱۹۹۰ توسط مایک گادوین وضع شد، ادعا می‌کند که «هر چه یک بحث آنلاین بیشتر ادامه می‌یابد، احتمال مقایسه طرف مقابل با نازی‌ها یا هیتلر به ۱ نزدیک می‌شود». یک کنوانسیون مربوط این است که: «هرکس در ابتدای صحبتش هیتلر را ذکر کند، بحث خود را از دست می‌دهد.» با این حال، گادوین گفته‌است که همه مقایسه‌های نازی‌ها بی‌اعتبار نیستند.

## نکات
1. ↑  Reductio ad Hitlerum (به لاتین)
2. ↑  منظور از نزدیک شدن احتمال به ۱، نزدیک شدن احتمال به ٪۱۰۰ است.